# Nathanael Wollenweber
Nathanael Wollenweber (* 16. März 1875 in Freudenberg; † 30. Mai 1951 in Dortmund) war ein deutscher Arzt, Gerichtsmediziner und Medizinalbeamter. Er begründete gemeinsam mit Eduard Schütt die Kommentarsammlung Der Arzt des öffentlichen Gesundheitswesens, wegen des grünen Einbands inzwischen besser bekannt als Das Grüne Gehirn.

## Leben und Wirken
Wollenweber wurde als Sohn eines Pfarrers geboren. Nach dem Besuch des Gymnasiums leistete er 1895 seinen Militärdienst als Einjährig-Freiwilliger. Zwischen 1895 und 1900 studierte er Medizin an den Universitäten Berlin, Marburg und Bonn. Dabei gehörte er der Akademischen Turnerschaft (Arminia) an und wurde bei einer Säbel-Mensur schwer am Unterarm verletzt. Nach dem Staatsexamen und der Promotion in Bonn arbeitete Wollenweber bis 1905 als praktischer Arzt und Leiter des Krankenhauses Freudenberg. Er legte das Kreisarztexamen ab und wurde 1905 zunächst Stadtassistenzarzt in Düsseldorf. 1906 wechselte er als Kreisassistenzarzt nach Bochum. Hier machte er sich vor allem bei der Bekämpfung einer Genickstarre-Epidemie einen Namen. 1909 wurde er Kreisarzt des Landkreises Dortmund und gleichzeitig Gerichtsarzt des Stadtkreises. Während seiner Dienstzeit bis 1935 soll er dabei ca. 2.300 Obduktionen durchgeführt haben. Zugleich wurde er Vertrauensarzt der Knappschaft und nach 1919 verschiedener weiterer Versicherungsträger. Im Ersten Weltkrieg war Wollenweber Lazarettarzt.
Im Landkreis Dortmund wurde 1919 das erste preußische Kreisgesundheitsamt unter Wollenwebers Leitung begründet. Von 1923 bis 1935 gehörte er dem Vorstand des Preußischen Medizinalbeamtenvereins an. Politisch stand er während der Weimarer Republik zunächst der DVP und dem Zentrum nahe. Am 15. November 1932 trat er indes der NSDAP bei. Er selbst glaubte, erheblichen Anteil am nationalsozialistischen Gesetz zur Vereinheitlichung des Gesundheitswesens gehabt zu haben. Trotzdem wurde er auf Veranlassung Leonardo Contis als Amtsarzt und Leiter des Gesundheitsamtes nach Lünen versetzt.
Im März 1945 wurde Wollenweber auf Veranlassung des Kreisleiters der NSDAP verhaftet, den er angeblich habe ermorden wollen. Ihm gelang jedoch die Flucht. Im Juni 1946 trat er in den Ruhestand. Sein Schwiegersohn Ludwig Federhen gab später das Grüne Gehirn wieder heraus.

## Veröffentlichungen
- Casuistischer Beitrag zur Genickstarreübertragung. In: Zeitschr. f. Medizinalb. 1906, S. 519ff.
- Die Genickstarreuntersuchungen der bakteriologischen Untersuchungsstelle der Königl. Regierung zu Düsseldorf vom 1. Oktober 1905 bis 1. Juli 1906. In: Klinisches Jahrbuch 17 (1907), H. 1.
- Nathanael Wollenweber: Die Therapie des Prolapsus uteri in der Geburt nebst Bericht über eine durch Prolapsus uteri et vaginae incompletus, Zwillinge, Prolapsus placentae und Atonia uteri complicierte Geburt. Bach, Bonn 1900.
- Nathanael Wollenweber: Mängel im Wohnungswesen im westfälischen Industriebezirk und ihre Bedeutung für die Ausbreitung der Infektionskrankheiten. Vortrag auf der Medizinal-Beamten-Versammlung in Hagen am 18. Mai 1912. Schoetz, Berlin 1913.
- Gustav Bundt und Nathanael Wollenweber (Hrsg.): Verzeichnis der Medizinal-Behörden des Deutschen Reiches und der Länder, der Medizinal-Beamtenvereine, der Dienstalterslisten, der Mitglieder der Medizinalbeamtenvereine, der Mitglieder der Vereinigung der Kommunal-Schul- und Fürsorgeärzte und des Reichsverbandes österreichischer: Amtsärzte. Fischers med. Buchh, Berlin 1929.
- Nathanael Wollenweber: Der beamtete Arzt. Heymann, Berlin 1930.
- Eduard Schütt u. Nathanael Wollenweber (Hrsg.): Der Arzt des öffentlichen Gesundheitsdienstes. Das grüne Gehirn. DNB 014520400.
- Nathanael Wollenweber: Der Arzt des öffentlichen Gesundheitsdienstes. 1950. Thieme, Stuttgart 1950.